# Équipe du Ghana de football à la Coupe d'Afrique des nations 2023
L’équipe du Ghana de football participe à la Coupe d'Afrique des nations 2023 organisée en Côte d'Ivoire du 13 janvier au 11 février 2024. Il s'agit de la 24e participation des Black Stars, emmenés par Chris Hughton. Ils sont éliminés au premier tour après une défaite et deux matchs nuls.

## Qualifications
Le Ghana est placé dans le groupe C des qualifications. Il se qualifie à  la dernière journée, avec la première place du groupe.
| Rang | Équipe       | Pts | J | G | N | P | Bp | Bc | Diff |  | Résultats (▼ dom., ► ext.) |     |     |     |     |
| ---- | ------------ | --- | - | - | - | - | -- | -- | ---- |  | -------------------------- | --- | --- | --- | --- |
| 1    | Ghana        | 12  | 6 | 3 | 3 | 0 | 8  | 3  | +5   |  | Ghana                      |     | 1-0 | 2-1 | 3-0 |
| 2    | Angola       | 9   | 6 | 2 | 3 | 1 | 6  | 5  | +1   |  | Angola                     | 1-1 |     | 2-1 | 0-0 |
| 3    | Centrafrique | 7   | 6 | 2 | 1 | 3 | 9  | 7  | +2   |  | Centrafrique               | 1-1 | 1-2 |     | 2-0 |
| 4    | Madagascar   | 3   | 6 | 0 | 3 | 3 | 1  | 9  | -8   |  | Madagascar                 | 0-0 | 1-1 | 0-3 |     |

| 1re journée               | Ghana                                   | 3 - 0   | Madagascar  |                                                                   |                                                                   |
| 1er juin 2022 19:00 UTC±0 | Kudus 53e · Afena-Gyan 56e · Bukari 86e | (0 - 0) |             | Cape Coast Sports Stadium, Cape Coast Arbitrage : Mahamadou Kéïta | Cape Coast Sports Stadium, Cape Coast Arbitrage : Mahamadou Kéïta |
| 1er juin 2022 19:00 UTC±0 | Amartey 90+1e                           |         | 65e Mombris | Cape Coast Sports Stadium, Cape Coast Arbitrage : Mahamadou Kéïta | Cape Coast Sports Stadium, Cape Coast Arbitrage : Mahamadou Kéïta |

| 2e journée              | Centrafrique            | 1 - 1   | Ghana      |                                                                |                                                                |
| 5 juin 2022 14:00 UTC+1 | Namnganda 41e           | (1 - 1) | 17e Kudus  | Stade national du 11-Novembre, Luanda Arbitrage : Pierre Atcho | Stade national du 11-Novembre, Luanda Arbitrage : Pierre Atcho |
| 5 juin 2022 14:00 UTC+1 | Ndobé 23e · Manzoki 64e |         | 66e Kyereh | Stade national du 11-Novembre, Luanda Arbitrage : Pierre Atcho | Stade national du 11-Novembre, Luanda Arbitrage : Pierre Atcho |

| 3e journée               | Ghana         | 1 - 0                 | Angola |                                                                 |                                                                 |
| 23 mars 2023 16:00 UTC±0 | Semenyo 90+6e | (0 - 0)               |        | Baba Yara Stadium, Kumasi Arbitrage : Jean Jacques Ndala Ngambo | Baba Yara Stadium, Kumasi Arbitrage : Jean Jacques Ndala Ngambo |
| 23 mars 2023 16:00 UTC±0 |               | 36e Paz · 83e Lameira |        | Baba Yara Stadium, Kumasi Arbitrage : Jean Jacques Ndala Ngambo | Baba Yara Stadium, Kumasi Arbitrage : Jean Jacques Ndala Ngambo |

| 4e journée               | Angola          | 1 - 1   | Ghana                              |                                                                   |                                                                   |
| 27 mars 2023 17:00 UTC+1 | João 51e (pen.) | (0 - 0) | 72e Bukari                         | Stade national du 11-Novembre, Luanda Arbitrage : Mohamed Maarouf | Stade national du 11-Novembre, Luanda Arbitrage : Mohamed Maarouf |
| 27 mars 2023 17:00 UTC+1 | Dala 65e        |         | 58e Addo · 58e Mensah · 90+5e Ayew | Stade national du 11-Novembre, Luanda Arbitrage : Mohamed Maarouf | Stade national du 11-Novembre, Luanda Arbitrage : Mohamed Maarouf |

| 5e journée               | Madagascar                                       | 0 - 0   | Ghana                  |                                                         |                                                         |
| 18 juin 2023 17:00 UTC+3 |                                                  | (0 - 0) |                        | Kianja Barea, Antananarivo Arbitrage : Patrice Milazare | Kianja Barea, Antananarivo Arbitrage : Patrice Milazare |
| 18 juin 2023 17:00 UTC+3 | Rakotoarisoa 27e · Amada 74e · Randrianiaina 79e |         | 71e Samed · 81e Partey | Kianja Barea, Antananarivo Arbitrage : Patrice Milazare | Kianja Barea, Antananarivo Arbitrage : Patrice Milazare |

| 6e journée                   | Ghana                  | 2 - 1   | Centrafrique |                                                    |                                                    |
| 7 septembre 2023 16:00 UTC±0 | Kudus 43e · Nuamah 88e | (1 - 1) | 23e Mafouta  | Baba Yara Stadium, Kumasi Arbitrage : Peter Waweru | Baba Yara Stadium, Kumasi Arbitrage : Peter Waweru |

### Statistiques

#### Buteurs
| Buts | Joueurs                                          |
| ---- | ------------------------------------------------ |
| 3    | Mohammed Kudus                                   |
| 2    | Osman Bukari                                     |
| 1    | Felix Afena-Gyan, Antoine Semenyo, Ernest Nuamah |

## Compétition

### Tirage au sort
Le tirage au sort de la CAN 2023 est effectué le 12 octobre 2023 au Parc des expositions d’Abidjan. Le Ghana, 11e nation africaine au classement FIFA (60e), est placé dans le chapeau 2. Le tirage place les Black Stars dans le groupe B avec l'Égypte (chapeau 1, 35e  au classement FIFA), le Cap-Vert (chapeau 3, 71e) et le Mozambique (chapeau 4, 113e).

### Premier tour
| Rang | Équipe     | Pts | J | G | N | P | Bp | Bc | Diff |
| ---- | ---------- | --- | - | - | - | - | -- | -- | ---- |
| 1    | Cap-Vert   | 7   | 3 | 2 | 1 | 0 | 7  | 3  | +4   |
| 2    | Égypte     | 3   | 3 | 0 | 3 | 0 | 6  | 6  | 0    |
| 3    | Ghana      | 2   | 3 | 0 | 2 | 1 | 5  | 6  | -1   |
| 4    | Mozambique | 2   | 3 | 0 | 2 | 1 | 4  | 7  | -3   |

| 1re journée           | Ghana                               | 1 - 2   | Cap-Vert                                  | Stade Félix-Houphouët-Boigny, Abidjan                      |                                                            |
| 14 janvier 2024 20h00 | Djiku 56e                           | (0 - 1) | 17e Monteiro · 90+2e Rodrigues            | Spectateurs : 11 943 Arbitrage : Jean-Jacques Ndala Ngambo | Spectateurs : 11 943 Arbitrage : Jean-Jacques Ndala Ngambo |
| 14 janvier 2024 20h00 | Djiku 10e · Baba 48e · Paintsil 54e | Rapport | 64e Duarte · 74e Santos · 90+3e Rodrigues | Spectateurs : 11 943 Arbitrage : Jean-Jacques Ndala Ngambo | Spectateurs : 11 943 Arbitrage : Jean-Jacques Ndala Ngambo |

| 2e journée            | Égypte                     | 2 - 2   | Ghana           | Stade Félix-Houphouët-Boigny, Abidjan         |                                               |
| 18 janvier 2024 20h00 | Marmoush 69e · Mohamed 74e | (0 - 1) | 45+3e 71e Kudus | Spectateurs : 20 808 Arbitrage : Pierre Atcho | Spectateurs : 20 808 Arbitrage : Pierre Atcho |
| 18 janvier 2024 20h00 |                            | Rapport | 38e Samed       | Spectateurs : 20 808 Arbitrage : Pierre Atcho | Spectateurs : 20 808 Arbitrage : Pierre Atcho |

| 3e journée            | Mozambique                                         | 2 - 2   | Ghana                                                           | Stade Alassane Ouattara, Abidjan |                           |
| 22 janvier 2024 20h00 | Catamo 90+1e (pen.) · Reinildo 90+4e               | (0 - 1) | 15e (pen.) 70e (pen.) J. Ayew                                   | Arbitrage : Ibrahim Mutaz        | Arbitrage : Ibrahim Mutaz |
| 22 janvier 2024 20h00 | Catamo 31e · Reinildo 66e · Mexer 69e · Nanani 84e | Rapport | 28e Ashimeru · 49e A. Ayew · 58e Baba · 62e Djiku · 84e J. Ayew | Arbitrage : Ibrahim Mutaz        | Arbitrage : Ibrahim Mutaz |

### Statistiques

#### Buteurs
| Buts | Joueurs         | Adversaires    |
| ---- | --------------- | -------------- |
| 2    | Jordan Ayew     | Mozambique (2) |
| 2    | Mohammed Kudus  | Égypte (2)     |
| 1    | Alexander Djiku | Cap-Vert (1)   |